# Fogang

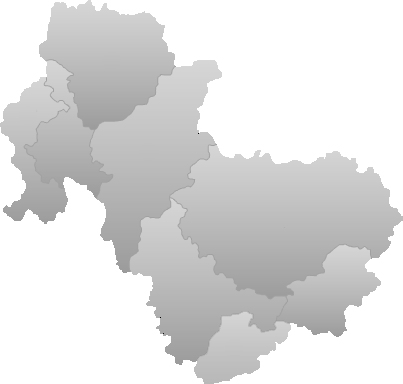
Lage des Kreises Fogang im Gebiet der bezirksfreien Stadt Qingyuan

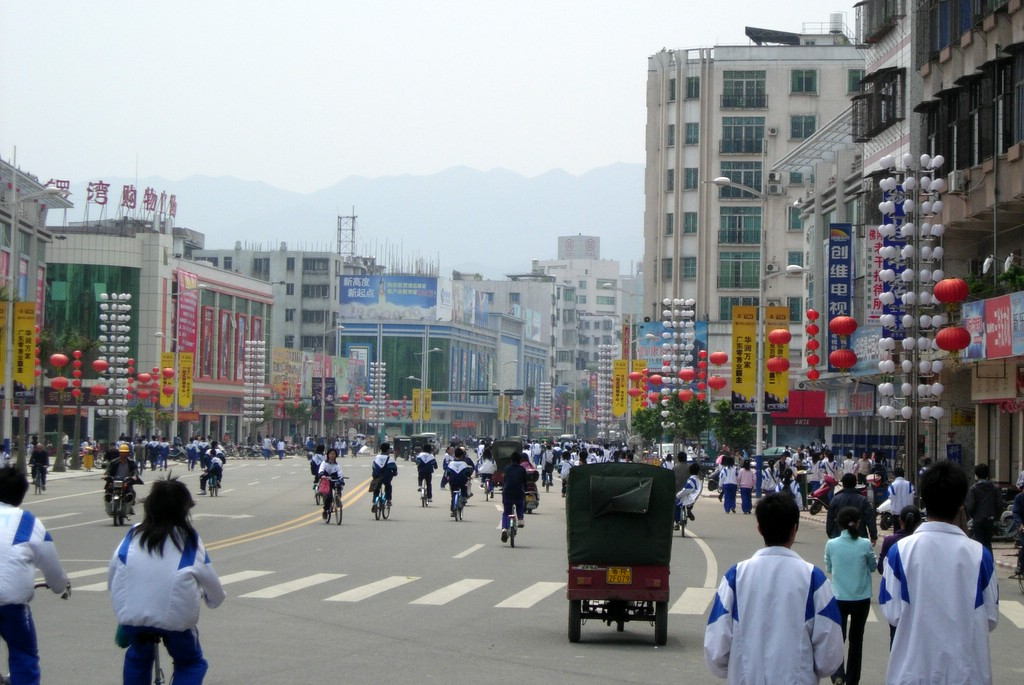
Zhenxing-Straße in Fogang

Der Kreis Fogang (chinesisch 佛冈县, Pinyin Fógāng Xiàn) ist ein Kreis der bezirksfreien Stadt Qingyuan in der Provinz Guangdong der Volksrepublik China. Er hat eine Fläche von 1.293 km² und zählt 315.502 Einwohner (Stand: Zensus 2020). Sein Hauptort ist die Großgemeinde Shijiao (石角镇).

## Administrative Gliederung
Auf Gemeindeebene setzt sich der Kreis aus sechs Großgemeinden zusammen. Diese sind:
- Großgemeinde Shijue 石角镇
- Großgemeinde Gaogang 高岗镇
- Großgemeinde Shuitou 水头镇
- Großgemeinde Tangtang 汤塘镇
- Großgemeinde Longshan 龙山镇
- Großgemeinde Jingtou 迳头镇